# Эрбевиль, Людвиг фон
Граф Людвиг фон Гербевилль (Эрбевиль; нем. Ludwig von Herbeville; 1635 — 1709) — австрийский (священно-римский) фельдмаршал (1704).

## Биография
Родился в 1635 году в дворянской семье, выходец из Лотарингии. Во время битвы с турками под Веной (в 1683 году) служил командиром драгунского полка. Во время дальнейших боевых действий Великой турецкой войны отличился в сражениях против турок в Венгрии.
В 1692 году был произведён в чин фельдмаршал-лейтенанта (генерал-лейтенанта), в 1700 году — в генералы от кавалерии, в 1717 году — в фельдмаршалы.
В ходе Войны за испанское наследство Гербевилль в 1702 году командовал корпусом, который от богемской границы двинулся вглубь Баварии. В 1703 году он захватил Амберг, а в 1704 году взял Штадтамхоф и Штраубинг. В том же году был произведён в фельдмаршалы и назначен главнокомандующим в Венгрии. В ходе войны с куруцами, Гербевилль в 1705 году одержал победу над отрядами Ференца Ракоци в двух сражениях.
Затем Гербевилль совершил переход в Трансильванию на выручку войскам Бюсси-Рабутена. По дороге в Трансильванию он  11 августа 1705 года разбил куруцев в битве при Пудмерице. 31 октября 1705 года Эрбевиль без боя деблокировал Гроссвардиен, который находился в осаде два года, а 11 ноября 1705 года одержал победу при Жибо. После этого Гербевиллю удалось взять под свой контроль Клаузенбург и другие опорные пункты региона. Вместе с Бюсси-Рабутеном он сыграл таким образом ключевую роль в умиротворении Трансильвании, после чего созвал представителей трансильванских сословий в Германштадте, где они выразили верность императору.
В 1706 году по возрасту вышел в отставку.
Скончался в 1709 году.